# Midnight Run
«Midnight Run» es una canción del cantante británico Example incluida en su tercer álbum de estudio Playing in the Shadows. Fue lanzado como cuarto sencillo el 4 de diciembre de 2011. Contó con la colaboración del productor de dubstep Feed Me.

## Video musical
El clip fue dirigido por Adam Powell y estrenado en su canal en YouTube el 21 de octubre de 2011. Fue filmado en Islandia y está basado en un cortometraje que Elliot  había realizado en la universidad, que tienen lugar dentro de un sueño surrealista y saca provecho del épico paisaje islandés

## Lista de canciones
| Descarga digital |                                      |          |  |
| N.º              | Título                               | Duración |  |
| 1.               | «Midnight Run» (Radio Edit)          | 3:58     |  |
| 2.               | «Midnight Run» (Flux Pavilion Remix) | 4:45     |  |
| 3.               | «Midnight Run» (Wilkinson Remix)     | 4:35     |  |
| 4.               | «Midnight Run» (Sheldrake Remix)     | 4:37     |  |
| 5.               | «Midnight Run» (Funkagenda Remix)    | 7:53     |  |
| 6.               | «Midnight Run» (Wideboys Remix)      | 5:58     |  |

## Posicionamiento en listas
| Lista (2011)                   | Mejor posición |
| ------------------------------ | -------------- |
| Australia (ARIA)               | 91             |
| Australia (ARIA Club Chart)    | 49             |
| Eslovaquia (Rádio Top 100)     | 74             |
| Reino Unido (UK Singles Chart) | 30             |
| Reino Unido (UK Dance Chart)   | 6              |
| Reino Unido (UK Indie Chart)   | 6              |